# Heilige Kruiskapel (Sint-Pieters-Leeuw)

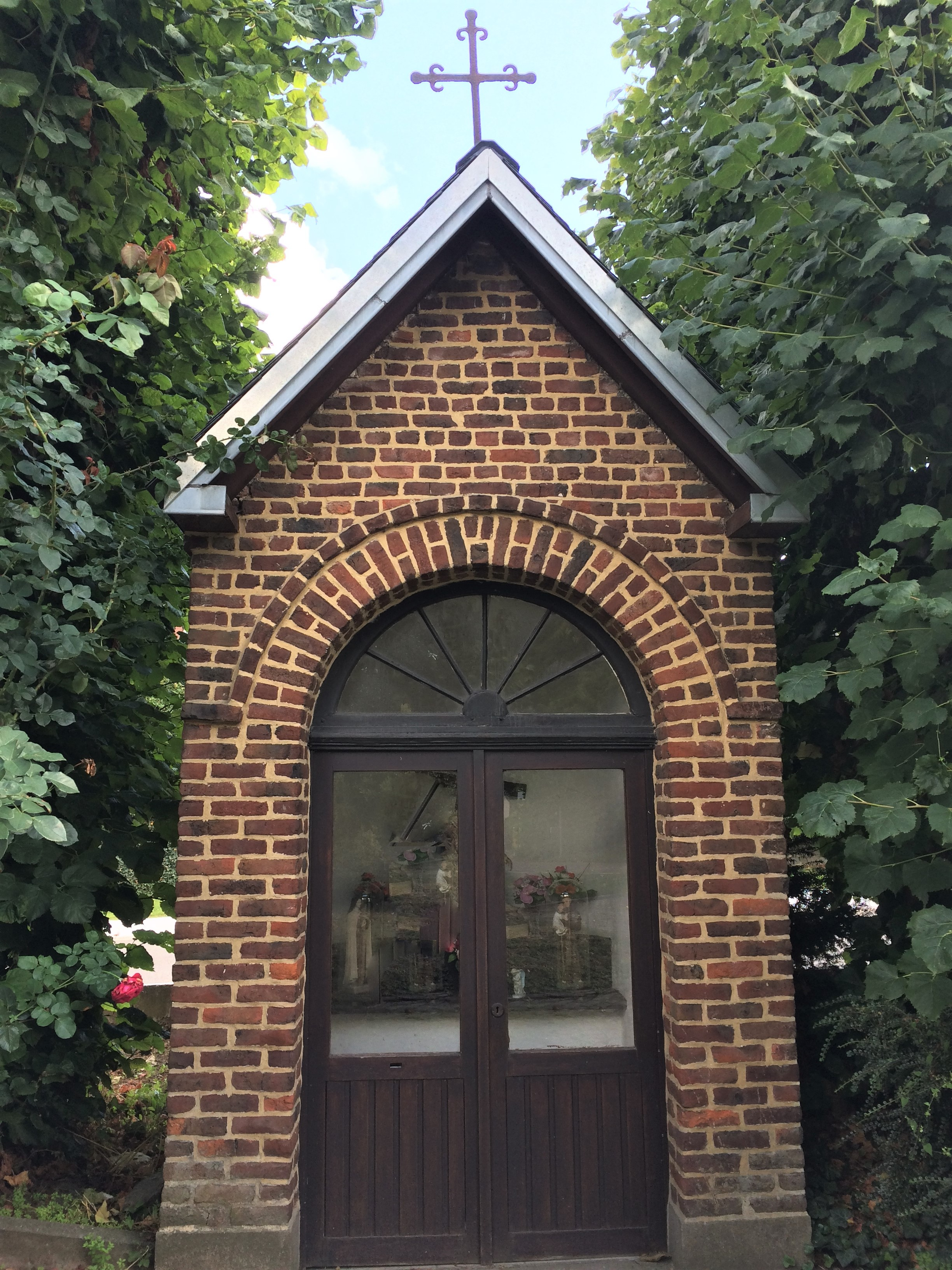
Heilige Kruiskapel

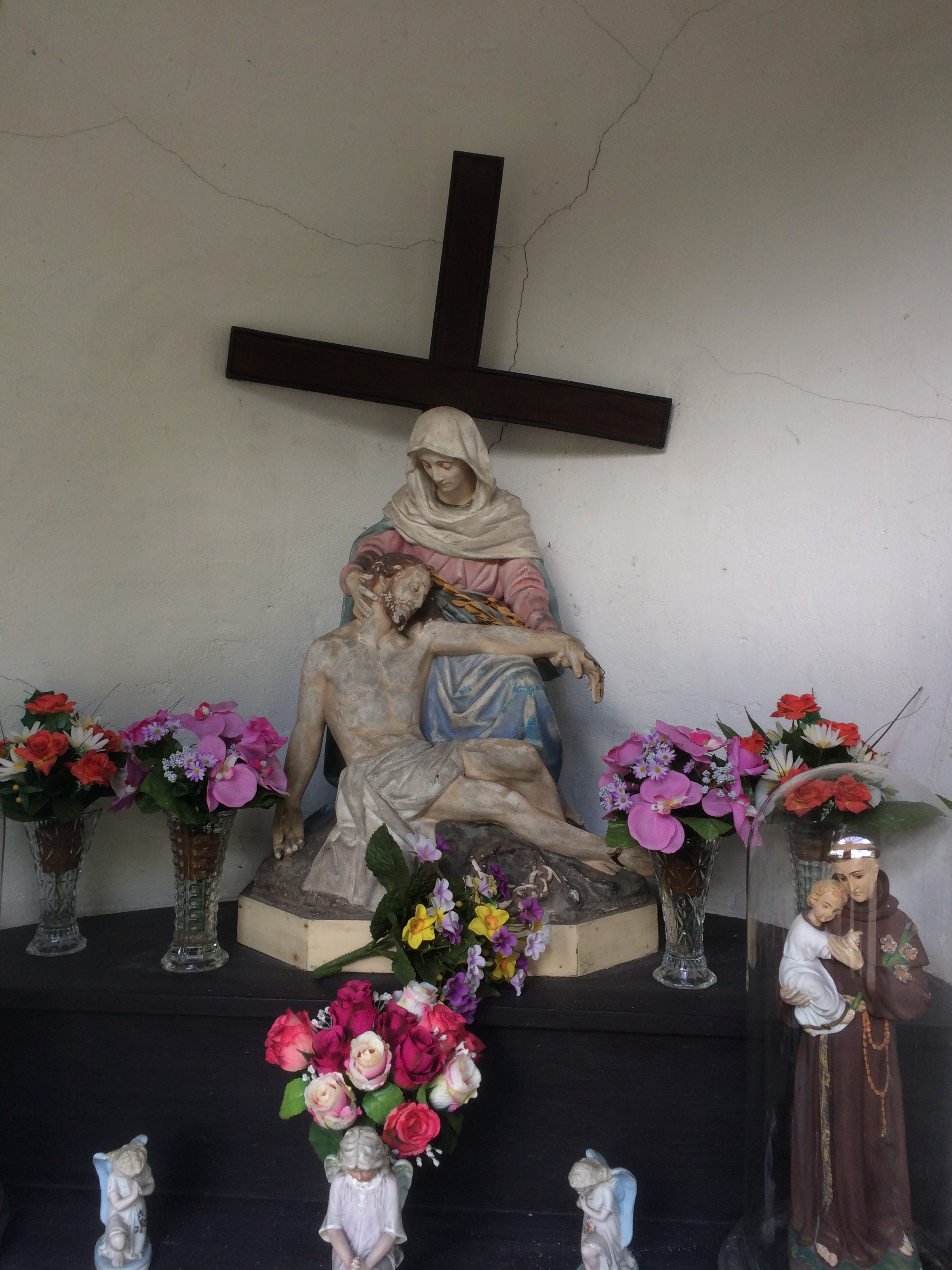
Heilige Kruiskapel beeld

De Heilige Kruiskapel is een kapel in de Belgische plaats Sint-Pieters-Leeuw. Deze kapel werd gebouwd in 1862 door Gillis Suenes en Joanna Neetens en gerenoveerd in 2019. Er staat volgende inscriptie op de kapel: ‘Offer ter ere van het H. Kruis: Dese capelle gemaect door Gillis Suenens ende Joana Neetens syne huysvrouwe ter eeren van het H. Cruys’.
Rond de kapel is een kleine ommegang die herinnert aan de ommegang van het Heilige Kruis en sedert 1863 aan de bedevaart van Sint-Cornelius.
Het gebouw bevindt zich op de hoek van de Pastorijstraat en de V. Nonnemansstraat.